# IL36A
IL36A (англ. Interleukin 36, alpha) – білок, який кодується однойменним геном, розташованим у людей на короткому плечі 2-ї хромосоми.  Довжина поліпептидного ланцюга білка становить 158 амінокислот, а молекулярна маса — 17 684.
| 10         |  | 20         |  | 30         |  | 40         |  | 50         |
| ---------- |  | ---------- |  | ---------- |  | ---------- |  | ---------- |
| MEKALKIDTP |  | QQGSIQDINH |  | RVWVLQDQTL |  | IAVPRKDRMS |  | PVTIALISCR |
| HVETLEKDRG |  | NPIYLGLNGL |  | NLCLMCAKVG |  | DQPTLQLKEK |  | DIMDLYNQPE |
| PVKSFLFYHS |  | QSGRNSTFES |  | VAFPGWFIAV |  | SSEGGCPLIL |  | TQELGKANTT |
| DFGLTMLF   |  |            |  |            |  |            |  |            |

A: Аланін

C: Цистеїн

D: Аспарагінова кислота

E: Глутамінова кислота

F: Фенілаланін

G: Гліцин

H: Гістидин

I: Ізолейцин

K: Лізин

L: Лейцин

M: Метіонін

N: Аспарагін

P: Пролін

Q: Глутамін

R: Аргінін

S: Серин

T: Треонін

V: Валін

W: Триптофан

Кодований геном білок за функцією належить до цитокінів. 
Задіяний у таких біологічних процесах як імунітет, вроджений імунітет, запальна відповідь, поліморфізм. 
Секретований назовні.